# Patrick Forrester

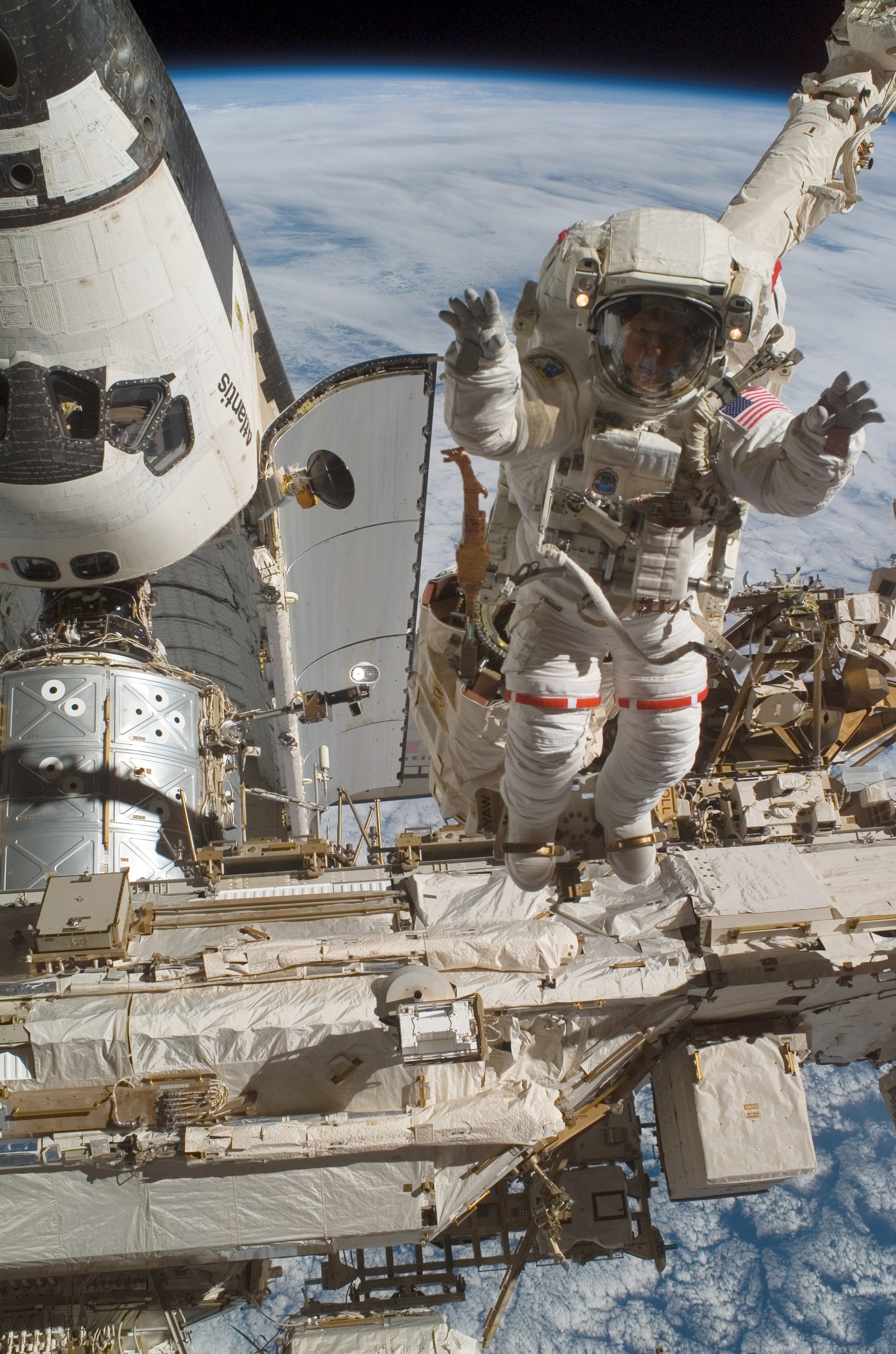
Misja STS-117 – Patrick Forrester podczas pracy w otwartej przestrzeni kosmicznej

Patrick Graham Forrester  (ur. 31 marca 1957 w El Paso) – amerykański astronauta, pilot wojskowy, inżynier, pułkownik United States Army.

## Wykształcenie i służba wojskowa
- 1975 – ukończył szkołę średnią (West Springfield High School) w Springfield w stanie Wirginia.
- 1979 – uzyskał licencjat z zakresu inżynierii oraz nauk stosowanych w Akademii Wojskowej Stanów Zjednoczonych w West Point i rozpoczął służbę wojskową w stopniu podporucznika.
- 1980 – po zakończeniu kursu w szkole lotniczej armii amerykańskiej (Army Aviation Center and School) otrzymał status pilota wojskowego. Pozostał w szkole jako instruktor, będąc także adiutantem jej komendanta.
- 1984 – otrzymał przydział do 25. dywizji lekkiej piechoty (25th Infantry Division) w Schofield Barracks na Hawajach, w której służył jako dowódcą plutonu oraz oficer operacyjny kompanii lotniczej i batalionu śmigłowców szturmowych.
- 1989 – na University of Virginia uzyskał magisterium z dziedziny mechaniki i inżynierii lotniczej i został skierowany do bazy Edwards w Kalifornii. Był tam inżynierem w sekcji lotów doświadczalnych oraz koordynatorem prac badawczych.
- 1992 – w czerwcu zakończył kurs w Szkole Pilotów Doświadczalnych Marynarki Wojennej i następnie został przeniesiony do Centrum Doświadczalnego Techniki Lotniczej Armii Stanów Zjednoczonych (US Army Aviation Technical Test Center) w Fort Drucker w stanie Alabama.
- Ukończył ponadto: kurs spadochronowy (Army Parachutist Course) i szkołę rangerów (US Army Ranger School) oraz Kolegium Dowodzenia i Sztabu Generalnego (United States Army Command and General Staff College).
- Lipiec 1993 – jako inżynier lotniczy został skierowany do NASA do Centrum Lotów Kosmicznych im. Johnsona (JSC).
- Październik 2005 – przeszedł w stan spoczynku, otrzymując awans do stopnia pułkownika US Army.

Jako pilot wylatał ponad 3900 godzin na ponad 50. typach samolotów.

## Kariera astronauty
- 1994 – zgłosił się jako kandydat podczas naboru do 15. grupy astronautów NASA. Nie dostał się jednak do niej, choć został jednym z 122. finalistów.
- 1 maja 1996 – znalazł się w gronie siedemnastu kandydatów, których przyjęto podczas naboru do 16. grupy astronautów. Do eliminacji zgłosiło się wówczas blisko 2500 osób.
- 1998 – zakończył dwuletnie szkolenie podstawowe i uzyskał kwalifikacje specjalisty misji i przydział do Biura Astronautów NASA. Był członkiem personelu wspierającego załogi wahadłowców m.in. w czasie testów przedstartowych promu.
- Sierpień 2001 – uczestniczył w dwunastodniowej misji promu Discovery, oznaczonej jako STS-105.
- 2002 – został wyznaczony jako specjalista misji STS-117 zaplanowanej na wrzesień 2003. Jednakże po katastrofie wahadłowca Columbia plan lotów został gruntownie zmieniony i misję tę przeniesiono na 2007.
- 8–22 czerwca 2007 – uczestniczył w misji STS-117 realizowanej przez prom Atlantis.
- 29 sierpnia – 12 września 2009 – jako specjalista misji wziął udział w wyprawie STS-128.

### Misja STS-105 (Discovery F-30)
Po raz pierwszy wystartował w kosmos 10 sierpnia 2001 na pokładzie wahadłowca Discovery, w charakterze specjalisty misji (MS-2). W skład załogi promu wchodzili również: Scott J. Horowitz – dowódca, Frederick W. Sturckow – pilot wahadłowca oraz Daniel T. Barry (MS-1) – specjalista misji. Na pokładzie Discovery znajdowali się także astronauci stanowiący trzecią ekspedycję załogową Międzynarodowej Stacji Kosmicznej (ISS): Frank L. Culbertson, Władimir N. Dieżurow oraz Michaił W. Tiurin. 12 sierpnia prom połączył się z ISS. Dzień później nowa załoga stacji orbitalnej przejęła obowiązki od swoich poprzedników. Ponadto podłączono do zespołu orbitalnego moduł Leonardo. Dostarczono w nim blisko cztery tony żywności, odzieży i wyposażenia dla stacji. 16 sierpnia Forrester i Daniel Barry podjęli prace na zewnątrz ISS. W ciągu ponad sześciu godzin astronauci zainstalowali nowe elementy ogniw słonecznych P6 oraz dwa moduły badawcze, które przez półtora roku miały pozostawać wystawione na oddziaływanie otwartej przestrzeni kosmicznej. 18 sierpnia ponownie opuścili stację orbitalną i przez niemal pięć i pół godziny rozciągali przewody elektryczne wzdłuż modułu Destiny. Następnego dnia moduł Leonardo umieszczono w ładowni Discovery. 20 sierpnia prom odłączył się od stacji, zabierając na Ziemię członków Ekspedycji 2: Jurija W. Usaczowa, Jamesa S. Vossa i Susan J. Helms. 22 sierpnia 2001, po dwóch dniach samodzielnego lotu Discovery wylądował na pasie Centrum Kosmicznego im. Johna F. Kennedy'ego.

## Odznaczenia i nagrody
- Medal Departamentu Obrony za Wzorową Służbę
- Legia Zasługi
- Meritorious Service Medal – trzykrotnie
- Army Commendation Medal
- Army Achievement Medal
- National Defense Service Medal
- Master Army Aviator Wings
- Expert Infantry Badge
- The Lyndon B. Johnson Space Center Certificate of Commendation (1995)
- The Jack Northrop Award (1996)
- Order Świętego Michała przyznawany przez Army Aviation Association of America (AAAA) i US Army Aviation Center
  - Medal Brązowy (2001)
  - Medal Srebrny (2007)
- NASA Space Flight Medal (2001, 2007, 2009)
- NASA Exceptional Service Medal (2008, 2010)
- Universal Astronaut Insignia za lot orbitalny (nr 405) – Stowarzyszenie Uczestników Lotów Kosmicznych (Association of Space Explorers(inne języki))[1]

## Wykaz lotów
| Loty kosmiczne, w których uczestniczył Patrick G. Forrester            | Loty kosmiczne, w których uczestniczył Patrick G. Forrester | Loty kosmiczne, w których uczestniczył Patrick G. Forrester | Loty kosmiczne, w których uczestniczył Patrick G. Forrester | Loty kosmiczne, w których uczestniczył Patrick G. Forrester | Loty kosmiczne, w których uczestniczył Patrick G. Forrester | Loty kosmiczne, w których uczestniczył Patrick G. Forrester |
| Nr                                                                     | Data startu                                                 | Data lądowania                                              | Statek kosmiczny                                            | Funkcja                                                     | Czas trwania                                                |                                                             |
| ---------------------------------------------------------------------- | ----------------------------------------------------------- | ----------------------------------------------------------- | ----------------------------------------------------------- | ----------------------------------------------------------- | ----------------------------------------------------------- | ----------------------------------------------------------- |
| 1                                                                      | 10 sierpnia 2001                                            | 22 sierpnia 2001                                            | STS-105 Discovery F-30                                      | Specjalista misji (MS-2)                                    | 11 dni 21 godzin 12 minut i 44 sekundy                      |                                                             |
| 2                                                                      | 8 czerwca 2007                                              | 22 czerwca 2007                                             | STS-117 Atlantis F-28                                       | Specjalista misji (MS-4)                                    | 13 dni 20 godzin 11 minut i 34 sekundy                      |                                                             |
| 3                                                                      | 29 sierpnia 2009                                            | 12 września 2009                                            | STS-128 Discovery F-37                                      | Specjalista misji                                           | 13 dni 20 godzin 53 minuty i 48 sekund                      |                                                             |
| Łączny czas spędzony w kosmosie – 39 dni 14 godzin 18 minut i 6 sekund |                                                             |                                                             |                                                             |                                                             |                                                             |                                                             |